# جوليس أدلر
جوليس أدلر (بالفرنسية: Jules Adler)‏ هو رسام فرنسي، ولد في 8 يوليو 1865 في Luxeuil-les-Bains ‏ في فرنسا، وتوفي في 11 يونيو 1952 في نوجينت سور مارن في فرنسا.